# Великий цент
«Великий цент» США (англ. Large cent) — монета номіналом 1/100 доларів США. Свою назву «великий» цент отримав завдяки значному діаметру монетних бланків, що становив 28,57 мм. Перший офіційний рік карбування монети був у 1793 році, а виробництво продовжувалось до 1857 року, в якому його офіційно замінила одноцентова монета сучасного діаметру. Великі центи виготовлялися з майже чистої міді або міді, яка вийшла при виплавці, без будь-якого навмисного додавання інших металів.

## Типи «великих центів»
До «великих центів» відносять англ. Flowing Hair cents, chain reverse (1793), англ. Flowing Hair cents, wreath reverse (1793), англ. Liberty Cap cents (1793–1796), англ. Draped Bust cents (1796–1807), англ. Classic Head cents (1808–1814), та англ. Coronet cents (1816–1857).